# Алексеев, Сергей Викторович (футболист)
Серге́й Викторович Алексе́ев (31 мая 1986, Тирасполь, Молдавская ССР, СССР) — молдавский футболист, нападающий клуба «Сфынтул Георге». Выступал в национальной сборной Молдавии.

## Биография

### Клубная карьера
В 16 лет Габи Балинт пригласил его в тираспольский «Шериф». С 2002 года по 2005 год выступал за «Шериф», в чемпионате Молдавии за клуб сыграл 15 матчей. Затем выступал за команду «Тирасполь». По итогам 2005 года занял 3 место в номинации лучший нападающий Молдавии. В первой половине сезона 2006/07 был арендован у «Шерифа», «Тирасполем». Летом 2006 года вместе с командой дошёл до третьего раунда Кубка Интертото. По ходу турнира «Тирасполь» обыграл азербайджанский «МКТ-Араз» и польский «Лех». Во втором матче с «МКТ-Араз» (2:0), Алексеев забил два гола. В третьем туре команда уступила австрийскому «Риду» (4:2 по сумме двух матчей).
После вернулся в «Шериф». В команде стал основным игроком. Вместе с «Шерифом», становился чемпионом и обладателем Кубка Молдавии, выступал в еврокубках. В чемпионате Молдавии за клуб сыграл 51 матч и забил 22 гола. В феврале 2009 года побывал на просмотре в российской «Сибири» из города Новосибирск. Вторую половину сезона 2008/09 провёл в аренде в клубе «Искра-Сталь», сыграл 8 матчей.
В июне 2009 года вместе с Артуром Ионицэ подписал контракт со швейцарским «Арау». В чемпионате Швейцарии дебютировал 19 июля 2009 года в выездном матче с «Базелем» (2:1), Алексеев вышел на 88 минуте вместо Стевена Ланга. В команде он тренировался по специально программе, из-за травмы. За «Арау» он сыграл 6 матчей. В декабре 2009 года покинул клуб.
Зимой 2010 года появилась информация о том, что он подписал контракт с азербайджанским «Нефтчи». 1 февраля 2010 года был представлен как игрок клуба. Вскоре игрок заявил что не хочет выступать в чемпионате Азербайджана, а его присутствие на презентации новых игроков клуба — формальность.
Вскоре он подписал контракт с ужгородским «Закарпатьем», где тренером был Игорь Гамула. В чемпионате Украины дебютировал 27 февраля 2010 года в домашнем матче против донецкого «Металлурга» (0:1), Алексеев вышел в перерыве вместо Рубена Гомеса. В следующем матче 6 марта 2010 года против харьковского «Металлиста» (2:1), Алексеев забил единственный гол команды на 81 минуте в ворота Александра Горяинова. Этот гол был признан лучшим голом 19 тура. По итогам сезона 2009/10 «Закарпатье» заняло последние 16 место в Премьер-лиге Украины и вылетела в Первую лигу, Алексеев в чемпионате сыграл 12 игр и забил 1 гол. После проигрышного матча 18 августа 2010 года Кубка Украины с армянским «Титаном» (2:3), Алексеев был отстранен от тренировок и вскоре покинул команду.
В начале 2011 года побывал на просмотре в российском клубе «Волгарь-Газпром». В товарищеском матче против дубля «Томи», Алексеев отметился забитым голом. В итоге контракт с клубом не подписал. Летом 2011 года подписал двухлетние соглашение с венгерским «Капошваром» из одноимённого города. В чемпионате Венгрии дебютировал 30 июля 2011 года в домашнем матче против «Видеотона» (2:0), Алексеев вышел в конце матча на 88 минуте вместо Бояна Павлович.

### Карьера в сборной
Выступал за юношескую и молодёжную сборную Молдавии. В национальной сборной Молдавии дебютировал 7 февраля 2007 года в товарищеском матче против Румынии (2:0), Алексеев отыграл первый тайм. Всего за сборную сыграл 12 матчей и забил 3 гола (Венгрии, Армении и Латвии).

## Достижения
- Чемпион Молдавии (5): 2002/03, 2003/04, 2004/05, 2006/07, 2007/08
- Бронзовый призёр чемпионата Молдавии (2): 2005/06, 2008/09
- Обладатель Кубка Молдавии (1): 2007/08